# Prix Sympathie
Le Prix Sympathie est une récompense annuelle italienne octroyée à partir de 1971 à ceux qui se sont distingués dans le secteur social, quel que soit leur secteur d'activité.
La cérémonie de remise des prix a lieu au Capitole de Rome, raison pour laquelle le prix est également dénommé Oscar Capitolino.
Parmi les lauréats les plus renommés, il y a le président de la République italienne, Sandro Pertini, en 1985.

## Histoire
Le Prix a été imaginé par Domenico Pertica, mais trouve ses origines historiques chez Aldo Palazzeschi et Vittorio De Sica. La cérémonie est organisée par le Comitato Romano Incremento Attività Cittadine (Comité romain des activités citadines complémentaires). L'Oscar Capitolino est symbolisé par une rose en bronze créée par le sculpteur Assen Peikov.
En 2001, un Oscar du Capitole a été attribué à la mémoire de Domenico Pertica, son fondateur.

## Juges
En 2019, le jury est composé de :
- Renzo Arbore
- Giorgio Assumma
- Pippo Baudo
- Cesare Andrea Bixio
- Gianni Borgna (it)
- Athos De Luca (it)
- Christian De Sica
- Marisela Federici
- Micol Fontana
- Carlo Gianni
- Simona Marchini (it)
- Alessandro Nicosia (it)
- Antonino Pecora
- Gigi Proietti
- Carlo Verdone

## Lauréats
La liste ci-dessous n'est pas exhaustive et ne recense que les lauréats les plus notoires.

### 1971 - Première édition
- Aldo Palazzeschi
- Anna Mazzamauro
- Arnoldo Foà
- Carlo D'Angelo (it)
- Carmen Villani
- Clelio Darida
- Domenico Modugno
- Edoardo Vianello
- Elsa De Giorgi
- Enrico Montesano
- Francesca Romana Coluzzi
- Isabella Biagini
- Maria Grazia Buccella
- Mita Medici
- Ottavia Piccolo
- Paolo Villaggio
- Pino Caruso
- Renzo Arbore
- Silvia Dionisio
- Ubaldo Lay (it)
- Wilma Goich

### Autres lauréats
- 1972 : Alberto Bevilacqua et Federico Fellini
- 1973 : Giulio Andreotti
- 1974 : Fausto Papetti et Franco Zeffirelli
- 1975 : Isabella Biagini
- 1976 : Anthony Quinn
- 1977 : Alberto Sordi et Nicoletta Orsomando
- 1978 : Monica Vitti et Paolo Rossi
- 1979 : Dario Bellezza
- 1980 : Pino Calvi (it)
- 1981 : Leonardo Sciascia
- 1986 : Elsa Morante (in memoriam)
- 1991 : Laura Biagiotti
- 1997 : Igor Man (it)
- 1999 : Achille Silvestrini
- 2000 : Piccola Orchestra Avion Travel
- 2006 : Fiorella Mannoia
- 2007 : Raffaella Carrà et Ezio Mauro
- 2010 : Ornella Vanoni, Carlo Vanzina et Carlo Verdone
- 2011 : Achille Bonito Oliva et Nancy Brilli
- 2018 : Paola Turci